# Gemeentehuis van Katwijk
Het Gemeentehuis van Katwijk is een bestuursgebouw gelegen in de gemeente Katwijk, in de Nederlandse provincie Zuid-Holland. Sinds 1998 staat het gebouw ingeschreven in het rijksmonumentenregister. 

## Historie
Het gemeentehuis van Katwijk werd in 1932 gebouwd naar een ontwerp van de Rotterdammers B. Hooykaas en M. Lockhorst. Het ontwerp van de architecten werd in 1929 als beste gekozen van de 121 inzendingen voor het ontwerpen van een nieuw gemeentehuis. De architecten inspireerden (indirect) hun ontwerp op de werken van de Amerikaanse architect Frank Lloyd Wright. De toren, het gebruik van de smalle baksteen en de terugliggende voeg zijn gebaseerd op de architectuur van Willem Dudok. 
In 1931 werd de bouw aan het gemeentehuis gestart, welke een expressionistische stijl had. In 1932 werd de bouw afgerond. Naast het gebouw ontwierpen de twee ook het interieur, inclusief het meubilair voor de representatieve ruimtes. De glas-in-loodramen en de muurschilderingen in het gebouw zijn ontworpen door de kunstenaar Paul Blom. 
In 1973 vond er een kleine verbouwing plaats. De bodewoning, die zich aan de kant van de Julianalaan bevond, werd verbouwd tot werkvertrekken. Aan de achterzijde werd een L-vormige vleugel aangebouwd. 

## Omschrijving
Het gebouw heeft verscheidene functies. De entreehal met trappenhuis, vertrekken van burgemeester en secretaris en de raadszaal vormen de representatieve ruimtes van het gebouw. Rechts van de ingang bevindt zich de trouwzaal, aan de linkerzijde van de ingang is er een kantoorgedeelte met loketfunctie. De voormalige bodewoning annex werkvertrekken bevindt zich aan de kant van de Julianalaan. Aan de achterzijde bevindt zich een L-vormige vleugel daterend uit 1973. 
Het gemeentehuis staat op een geplantsoeneerd terrein aan de Zeeweg 127. Rond het gebouw is een tuin met gazon en een ronde vijver aangelegd. Het gazon wordt afgesloten van de straat door een laag gemetseld muurtje met eenvoudige houten toegangshekken. Een houten hek tussen gemetselde hekpijlers met lantaarns vormt de hoofdingang van het terrein. Vanaf het houten hek loopt een laan naar de hoofdingang van het gebouw.